# 10025 Rauer
A 10025 Rauer (ideiglenes jelöléssel 1980 FO1) a Naprendszer kisbolygóövében található aszteroida. Claes-Ingvar Lagerkvist fedezte fel 1980. március 16-án.